# Свиньин, Пётр Сергеевич
Пётр Сергеевич Свиньи́н (1734 — 19 мая 1813) — генерал-поручик, действительный тайный советник, сенатор (1796) из дворянского рода Свиньиных. Создатель усадьбы Смоленское, одной из крупнейших в Ярославской области.

## Биография

Фасад дома сенатора Свиньина близ Яузских ворот (альбом М. Ф. Казакова)

Родился в 1734 году в семье капитана 1-го ранга Сергея Ивановича Свиньина (ум. 1766) и его жены Настасьи Яковлевны. В составе комиссариатской комиссии 4-го корпуса 1-й армии выдвинулся во время войны с турками: в 1769 г. был пожалован в капитаны, затем в полковники и в 1772 г. в бригадиры. В 1770-71 гг. состоял обер-кригс-комиссаром при П. А. Румянцеве. В 1780 г. достиг генеральского чина.
Вскоре после вступления на престол Павла I, 19 декабря 1796 года, назначен сенатором. Тем не менее, по язвительному замечанию А. М. Тургенева, просвещённостью не отличался: «блаженной памяти Пётр Сергеевич Свиньин едва-едва умел подписывать свой чин, имя и фамилию».

## Владения
Свиньин подолгу живал в своём имении Смоленское Переславского уезда Владимирской губернии, где, начиная с 1779 года, строил большой усадебный дом, окружённый парком. Также ему принадлежало соседнее село Нестерово. На деньги генерала Свиньина в Переславском уезде было построено три церкви. В 1803 г. Свиньин присутствовал на открытии под Переславлем музея «Ботик Петра I».
С 1753 года Свиньину принадлежала в Москве большая усадьба в Белом городе, на Кулишках. Это владение было приобретено у наследников С. А. Колычёва. Переулок, прилегающий к ней, ещё при жизни домовладельца был назван Свиньинским и таковым сохранялся в топонимике столицы до 1929 года. В 1797 г. сенатор Свиньин приобрёл также подмосковное село Трахонеево (ныне в черте города Химки).
Так, Петру Сергеевичу Свиньину принадлежала деревня Яблоновое (в некоторых источниках Яблонцева / Яблоновец) в Липецком уезде Тамбовской губернии (современное Свинино Петровского района Тамбовской области). Позже она перешла по наследству его сыну Павлу Петровичу и далее внуку Петру Павловичу, который продал её в 1848 году Марье Александровне Колеминой.

## Семья
В браке с Клеопатрой Семёновной, которая была его на 9 лет моложе, Пётр Сергеевич прижил четырёх детей:
- Павел Петрович (1772—1836) — полковник, статский советник; женат на Екатерине Александровне Алексеевой; у них сын Пётр.
- Анастасия Петровна (ок. 1772—1838) — поэтесса и переводчица, наследница подмосковного села Трахонеево.
- Екатерина Петровна (ок. 1778—1841), в замужестве Бахметева — поэтесса, прозаик и переводчица.
- Елизавета Петровна, жена генерал-лейтенанта Ивана Петровича Вырубова (1766—1840)[12]; их дочь Клеопатра была женой генерала А. И. Бибикова.

Е. П. Янькова вспоминала: «В Москве было одно очень богатое и в своё время известное семейство Свиньиных. Люди очень богатые и пренадменные. Жили они в своём доме на Петровке, у Иоанна Предтечи». Дочери сенатора Свиньина весьма стеснялись своей фамилии и просили священника предупреждать их, когда в церкви будут читать место Евангелия про то, как Спаситель вогнал бесов в свиное стадо; в такие дни они в церковь не ездили.